# Вадино
 Вадино — посёлок в Смоленской области России, в Сафоновском районе. Административный центр Вадинского сельского поселения.
Население — 1507 жителей (2007 год).

## География
В 1,5 км к востоку от посёлка находится остановочный пункт Вадино на железнодорожной ветке Дурово-Владимирский Тупик. Расположено в северной части области в 13 км к северу от районного центра. От Сафонова проложена асфальтированная дорога.

## История
Поселок возник возле ст. Вадино Дуровской ж/д ветки. «Первопоселенцами» были крестьяне соседних деревень Пакей, Ржава и Залазна, выделившиеся из сельской общины на хутора.
В конце XIX века здесь функционировал лесопильный завод № 12 «Вадино». В поселке до 1930-х годов существовала Рожновская каблучно-колодочная фабрика, хозяином которой являлся московский промышленник и фабрикант Р. А. Леман.
Приказом НКВД № 181 от 5 ноября 1931 года вблизи железнодорожной станции Вадино была открыта исправительно-трудовая колония № 26, функционирующая и ныне — колония строгого режима ФКУ «ИК № 2 УФСИН России по Смоленской области».